# Liste de personnalités nées en Wallonie
Cette liste non exhaustive répertorie les personnalités nées en Wallonie.
- Christian Adam
- Jean-Jacques Andrien
- Jules Bara
- Constantin de Barbanson
- Claude Barzotti
- Jules Bastin
- Julos Beaucarne
- Lucas Belvaux
- Rémy Belvaux
- Charles Bertin
- Marguerite Bervoets
- André Blavier
- Louis de Blois-Châtillon
- Jeff Bodart
- Jean Claude Bologne
- Albert du Bois
- Joseph Boly
- Jules Bordet
- Madeleine Bourdouxhe
- François Bovesse
- Berthe Bovy
- Denis Bruyère
- Philippe Buchez
- Pol Bury
- Maurice Carême
- Raoul Cauvin
- Jean-Michel Charlier
- Achille Chavée
- Clarke
- Albert Claude
- Robert Collignon
- Didier Comès
- André Cools
- Julienne de Cornillon
- Dany
- Michel Daerden
- Jean-Pierre Dardenne
- Luc Dardenne
- Davau
- Ferdinand Davaux
- Michel De Bay
- Léon Degrelle
- Paul Delvaux
- Lou Deprijck
- Émilie Dequenne
- François-Louis Deschamps
- Philippe Destatte
- Jules Destrée
- David de Dinant
- Elio Di Rupo
- Roberto D'Orazio
- Franco Dragone
- Jean-Claude Drouot
- Jacques Du Brœucq
- André-Joseph Dubois
- Jacques Dubois (professeur)
- William Dunker
- Dupa
- François Duval
- Francis Édeline
- François Emmanuel
- Daniel Féret
- Jean-Baptiste Flamme
- Marcel Florkin
- Jean-Michel Folon
- Roger Foulon
- Cécile de France
- César Franck
- Déborah François
- Frédéric François
- Albert Frère
- Les Gauff' Au Suc'
- Paul-Henry Gendebien
- Philippe Gilbert
- Marie Gillain
- Noël Godin
- François-Joseph Gossec
- Olivier Gourmet
- Zénobe Gramme
- Greg
- Maurice Grevisse
- Thierry Haumont
- Eden Hazard
- Justine Henin
- Hermann
- Jacques Hustin
- Albert Hustin
- Jeronimo
- Jijé
- Luc Jouret
- Julienne de Cornillon
- Frédéric Kiesel
- Sandra Kim
- Jean-Marie Klinkenberg
- Philippe Lafontaine
- Lambil
- Firmin Lambot
- Bouli Lanners
- Benoît Lamy
- Roland de Lassus
- Edmond Leburton
- Guillaume Lekeu
- Louis Leloup
- Roger Leloup
- Georges Lemaître
- Étienne Lenoir
- André Léonard
- Anne Liégeois
- Michel Liénard
- Lambert Lombard
- Nathalie Loriers
- Paul Louka
- Jean Louvet
- Raymond Macherot
- René Magritte
- Constant Malva
- Alec Mansion
- Joseph Maréchal
- Benoît Mariage
- Arthur Masson
- Guy Mathot
- Désiré-Joseph Mercier
- Jacques Mercier
- Christian Merveille
- Théroigne de Méricourt
- Miam Monster Miam
- Frank Michael
- Henri Michaux
- Charles Michel
- Louis Michel
- Thierry Michel
- Laurent Minguet
- Philippe Minguet
- Pierre Minuit
- Albert Mockel
- Dominique Monami
- Marcel Moreau
- Albert Moxhet
- Georges Nagelmackers
- François-Joseph Navez
- Charles-Ferdinand Nothomb
- Pierre Nothomb
- Colette Nys-Mazure
- Laurette Onkelinx
- Eddy Paape
- Pierre Paulus
- François Perin
- Peyo
- Dominique Pire
- Henri Pirenne
- François Pirette
- Charles Plisnier
- Benoît Poelvoorde
- Henri Pousseur
- Michel Preud'homme
- Michel Quévit
- Pierre Rapsat
- Django Reinhardt
- André Renard
- Jean Rey
- Raoul Reyers
- Didier Reynders
- Gabriel Ringlet
- Christophe Rochus
- Olivier Rochus
- Georges Rodenbach
- Jean-Luc Roland
- Félicien Rops
- Jean-Michel Saive
- Adolphe Sax
- André  Schmitz
- Vincenzo Scifo
- Louis Scutenaire
- Jean-Claude Servais
- Georges Simenon
- Baudhuin Simon
- Henri Simon
- René François Walter de Sluse
- Ernest Solvay
- Guy Spitaels
- Stanislas-André Steeman
- Claude Strebelle
- Rennequin Sualem
- Jean-Pierre Talbot
- Frères Taloche
- Tatayet
- Freddy Terwagne
- Marcel Thiry
- Maurice Tillieux
- Bernard Tirtiaux
- Turk
- Jacques Van Gompel
- Jean-Claude Van Cauwenberghe
- Charles Vandenhove
- Charline Vanhoenacker
- Fernand Verhaegen
- Henri Vieuxtemps
- Léonie de Waha
- François Walthéry
- Marc Wasterlain
- Joseph Wauters
- Albert Weinberg
- Bernard Wesphael
- Louis-Joseph Wiaux
- Willy Maltaite (Will)
- Marc Wilmet
- Marc Wilmots
- Eugène Ysaÿe
- Théo Ysaÿe
- André Zumkir
- Maggy Yerna

Mojahed naim